# クルカ川 (スロベニア)
座標: 北緯45度53分37秒 東経15度36分1秒 / 北緯45.89361度 東経15.60028度
クルカ川（クルカがわ、スロベニア語: Krka、ドイツ語: Gurk、ラテン語: Corcoras）は、スロベニア南東部ドレンスカ地方を流れる川である。サヴァ川の支流で、川の長さは95 km (59 mi)で、スロベニア領内のみを完全に流れる河川としては2番目に長い川である。クルカ川の源流はクルカ村近くのグラディチェクで、イヴァンチュナ・ゴリツァの南西10 km (6 mi) 、リュブリャナの南東25 km (16 mi)に位置する。クルカ川はジュジェンベルク、ドレーニスケ・トプリーツェ、ノヴォ・メスト、オトチェツ城、コンスタニェヴィツァ・ナ・クルキを流れ、クロアチアとの国境に近いブレージツェでサヴァ川と合流する。クルカ川の最大の支流はプレチュナ川である。